# D-Day – Entscheidung in der Normandie
D-Day – Entscheidung in der Normandie (Originaltitel: D-Day 6.6.1944) ist ein dokumentarischer Spielfilm des britischen Fernsehsenders BBC aus dem Jahr 2004 über die Invasion in der Normandie im Jahr 1944. Der deutsche Fernsehsender ProSieben beteiligte sich an der Finanzierung der Dokumentation und strahlte sie am 5. Juni 2004 zum 60. Jahrestag der Landung in der Normandie aus.

## Handlung
Der Film dokumentiert die Ereignisse bei der Operation Neptune: die Planung, das Training und ihre Geheimhaltung, sowie Unteroperationen und die deutsche Situation während des sogenannten D-Day.

## Kritik
„Der Informationsgehalt der Produktion überzeugt – nicht mal die fehlgeschlagene Generalprobe ‚Tiger‘ wird ausgespart – doch die Präsentation enttäuscht. Die Statements der Zeitzeugen sind mit schwachen Spielszenen illustriert, und dazwischen verlässt sich Regisseur Richard Dale zu oft auf bedeutungsschwangere Blicke. Heraus kam eine Mischung, die so weder als Dokumentation noch als Kriegsfilm funktioniert. [Fazit:] Großes Unterfangen –Schwächen im Detail“

„Der aufwändig produzierte Dokumentar-Spielfilm der BBC lässt anlässlich des 60. Jahrestages die Ereignisse multiperspektivisch Revue passieren und setzt den Soldaten ein Denkmal.“